# Само пар година за нас
Само пар година за нас је пети студијски албум (ако се рачуна и албум Катарина II) српске рок групе Екатарина Велика. Ово је први албум на коме је састав групе остао непромењен у односу на претходни албум.

## Песме
(Музика: ЕКВ, аранжмани: ЕКВ и Суба, осим 5,6: ЕКВ, текстови Милан Младеновић осим тамо где је другачије назначено)
1. „Изнад града“ - 4:57
2. „Круг“ – 3:09
3. „Срце“ – 3:37
4. „Синхро“ – 4:11 (текст: М. Стефановић)
5. „Нисам мислио на то“ – 5:30 (текст: М. Стефановић)
6. „Пар година за нас“ – 4:10 (текст: М. Младеновић, М. Стефановић)
7. „Америка“ – 5:10
8. „Она и он и он и ја“ – 4:18
9. „Она ми је рекла“ – 5:27
10. „Светилиште“ – 3:22 (текст: Зоран Росић)

## Музичари

### Чланови групе
- Милан Младеновић – гитара, глас
- Маргита Стефановић – клавир, клавијатуре
- Бојан Печар – бас-гитара
- Срђан Тодоровић – бубњеви, даире

### Гости
- Митар Суботић – справе
- Тања Јовићевић – пратећи вокали
- Нера – пратећи вокали
- Теодор Јани – гитаре